# Shaun Tomson
Shaun Tomson (* 21. August 1955 in Durban, Südafrika) (Name abgeleitet von Tomchinsky), ist ein vormals professioneller Surfer/Wellenreiter und Geschäftsmann. Im Jahr 1977 wurde er Surfweltmeister. Von 1976 bis 1989 nahm er an der World Tour teil. In seinem Heimatland Südafrika gelang ihm von 1972 bis 1977 eine sechsjährige Gewinnserie im Gunston 500-Wettbewerb. Im Magazin Surfing wurde er 2004 als einer der 16 größten Surfer aller Zeiten bezeichnet.
Sein Sohn Mathew starb am 24. April 2006 in Durban, Südafrika, an einem Unfall.

## Surfer’s Code
Shaun Tomson hat einen kurzen und einprägsamen Surfer Code aus zwölf Regeln in Buchform veröffentlicht. Dabei betont er, dass er die Regeln nicht erfunden, sondern nur gesammelt und ausformuliert hat. Die Regeln sind (in der Nummerierung des Buches):
1. Ich werde mich nie vom Meer abwenden
2. Ich werde um die Brecherzone herum paddeln
3. Ich werde den Start mit Entschlossenheit nehmen
4. Ich werde nie gegen eine Rückströmung ankämpfen
5. Ich werde wieder hinaus paddeln
6. Ich werde nach anderen Surfern Ausschau halten
7. Es wird immer noch eine andere Welle geben
8. Ich werde immer zur Küste zurücksurfen
9. Ich werde meine Begeisterung weitergeben
10. Ich werde jeden Tag eine Welle erwischen
11. Alle Surfer sind durch ein Meer verbunden
12. Ich werde den Sport der Könige ehren